# 주암휴게소
주암휴게소(住巖休憩所, Juam Service Area)는 전라남도 순천시 주암면에 위치한 호남고속도로의 휴게소이다. 양방향 모두 휴게소가 존재한다. 논산 방향의 경우 첫번째 고속도로 휴게소이다.

## 시설
- 화장실
- 식당
- 매점
- 주유소:알뜰주유소
- LPG 충전소:SK가스,HD현대오일뱅크
- 주차장
- 현금 자동 입출금기

## 전후
논산 방향
- 주암 나들목→주암휴게소→석곡 나들목
- 고속도로 시점→주암휴게소→곡성휴게소

순천 방향
- 주암 나들목←주암휴게소←석곡 나들목
- 순천휴게소←주암휴게소←곡성휴게소